# Pontiac—Kitigan Zibi
Pour les articles homonymes, voir Pontiac.
Circonscription électorale fédéral du Canada
Pontiac—Kitigan Zibi (auparavant Pontiac et Pontiac—Gatineau—Labelle) est une circonscription électorale fédérale canadienne située au Québec. Elle est représentée à la Chambre des communes par Sophie Chatel (Parti libéral du Canada) depuis les élections fédérales de 2021.

## Géographie
La circonscription comprend :
- les municipalités régionales de comté de Pontiac et de La Vallée-de-la-Gatineau ;
- la partie de la municipalité régionale de comté des Collines-de-l'Outaouais constituée des municipalités de Cantley, Chelsea, La Pêche et Pontiac ;
- la partie de la ville de Gatineau située au nord d'une ligne décrite comme suit : commençant à l'intersection de la limite ouest de ladite ville avec le chemin Eardley (route 148) ; de là vers le sud-est suivant ledit chemin jusqu'au boulevard des Allumettières; de là généralement vers l'est suivant ledit boulevard jusqu'au boulevard Saint-Raymond ; de là vers le nord et l'est suivant ledit boulevard jusqu'à la promenade de la Gatineau ; de là généralement vers le nord-ouest suivant ladite promenade jusqu'à la limite nord de la ville de Gatineau ;
- les réserves indiennes de Kitigan Zibi et Lac-Rapide.

Les circonscriptions limitrophes sont Abitibi—Témiscamingue, Abitibi—Baie-James—Nunavik—Eeyou, Saint-Maurice—Champlain, Laurentides—Labelle, Argenteuil—La Petite-Nation, Gatineau, Hull—Aylmer au Québec et Algonquin—Renfrew—Pembroke, Carleton, Kanata en Ontario.

## Historique
C'est l'Acte de l'Amérique du Nord britannique qui crée le district électoral de Pontiac en 1867. Abolie en 1947, elle est divisée parmi les circonscriptions de Pontiac—Témiscamingue et Villeneuve.
La circonscription réapparaît en 1966 à partir des circonscriptions de Pontiac—Témiscamingue, Gatineau et Labelle. Renommée Pontiac—Gatineau—Labelle en 1978, la circonscription reprend le nom Pontiac en 2003.
Lors du redécoupage électoral de 2013, la circonscription s'agrandit au sud-ouest de parties des circonscriptions de Hull—Aylmer et Gatineau, mais perd au profit de Argenteuil—La Petite-Nation le secteur de Buckingham.

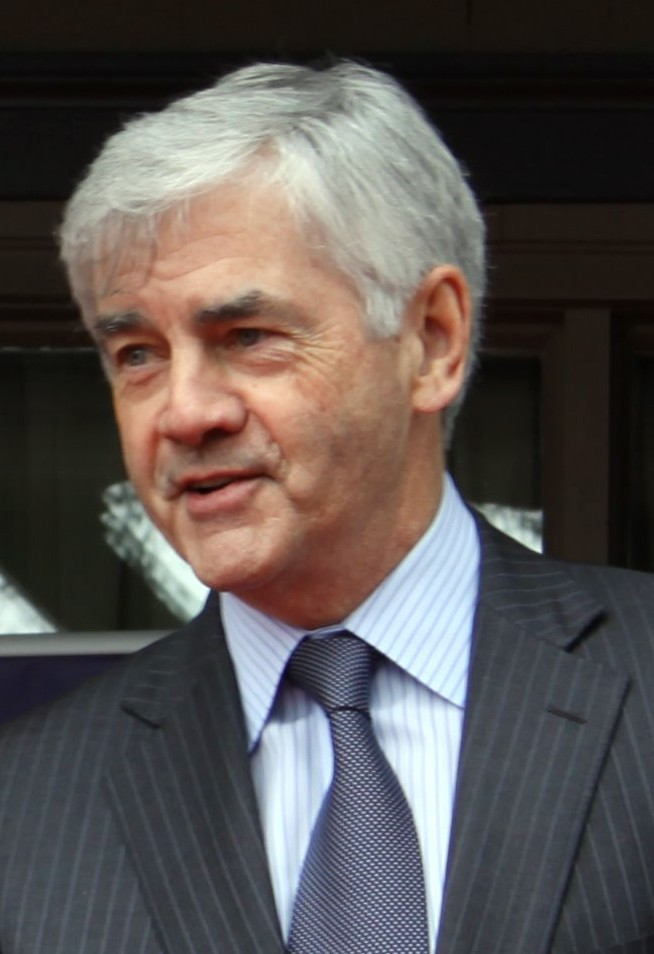
Lawrence Cannon

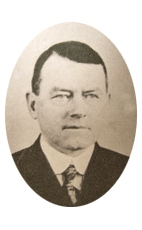
Frank S. Cahill

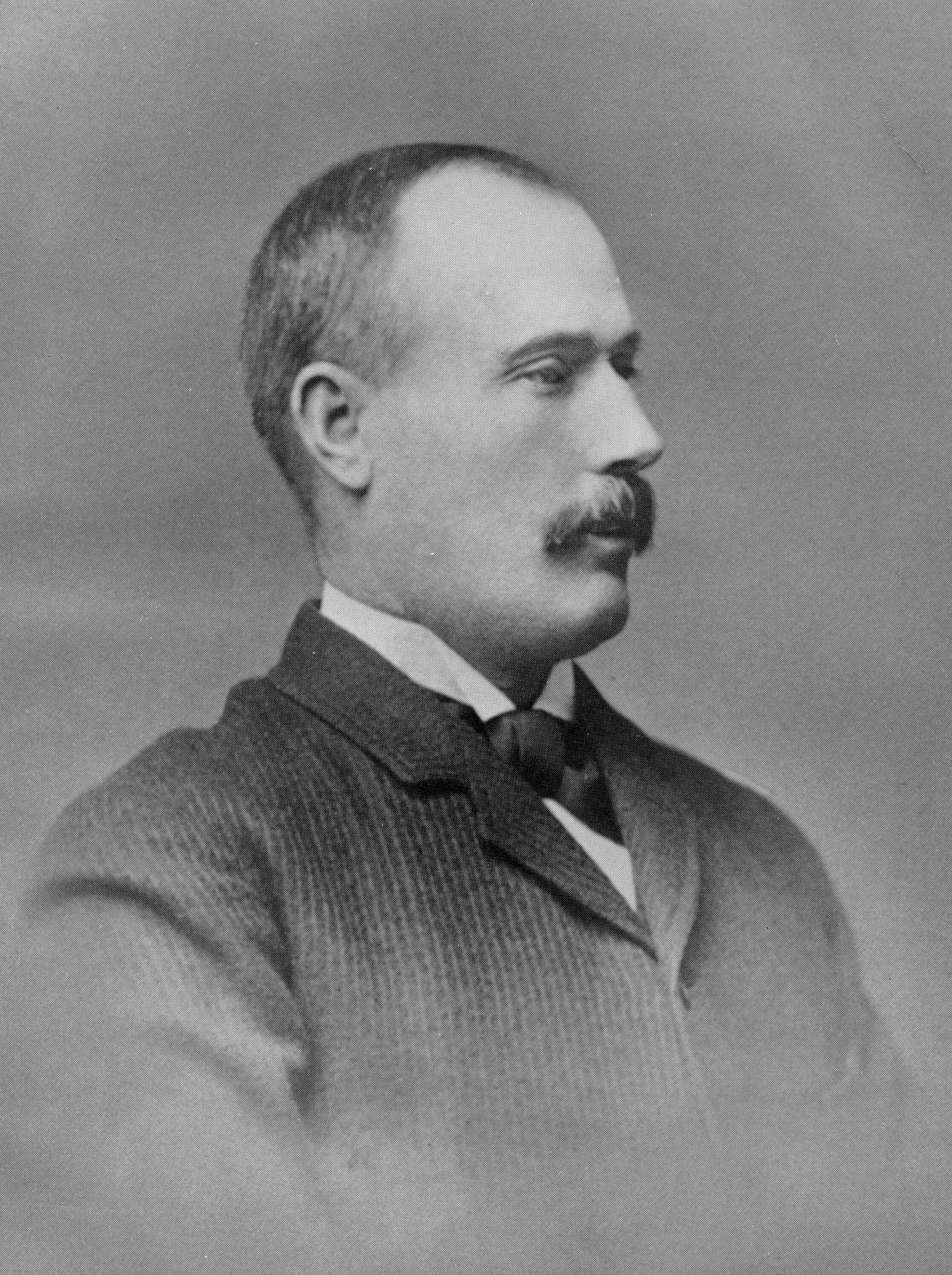
John Bryson

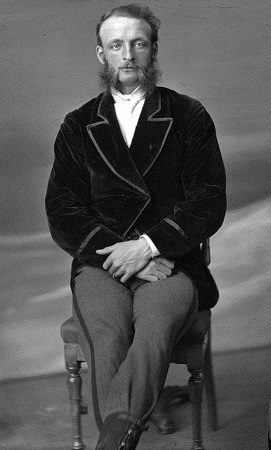
William McKay Wright

Lors du redécoupage électoral de 2022-2023, la circonscription perd au sud-est une partie de la MRC des Collines-de-l'Outaouais dont la municipalité de Val-des-Monts au profit d'Argenteuil—La Petite-Nation, et une partie de la ville de Gatineau au profit de la circonscription de Gatineau.

## Députés
| Législature                                                   | Années        | Député                    | Parti | Parti                     |
| ------------------------------------------------------------- | ------------- | ------------------------- | ----- | ------------------------- |
| Pontiac                                                       |               |                           |       |                           |
| 1e                                                            | 1867–1872     | Edmund Heath              |       | Conservateur              |
| 2e                                                            | 1872–1874     | William McKay Wright      |       | Conservateur              |
| 3e                                                            | 1874–1878     | William McKay Wright      |       | Conservateur              |
| 4e                                                            | 1878–1882     | John Poupore              |       | Conservateur              |
| 5e                                                            | 1882–1887     | John Bryson               |       | Conservateur              |
| 6e                                                            | 1887–1891     | John Bryson               |       | Conservateur              |
| 7e                                                            | 1891–1892     | Thomas Murray             |       | Libéral                   |
| 7e                                                            | 1892-1896     | John Bryson               |       | Conservateur              |
| 8e                                                            | 1896–1900     | William Joseph Poupore    |       | Conservateur              |
| 9e                                                            | 1900–1904     | Thomas Murray             |       | Libéral                   |
| 10e                                                           | 1904–1908     | Gerald Hugh Brabazon      |       | Conservateur              |
| 11e                                                           | 1908–1911     | George Frederick Hodgins  |       | Libéral                   |
| 12e                                                           | 1911–1917     | Gerald Hugh Brabazon      |       | Conservateur              |
| 13e                                                           | 1917–1921     | Frank S. Cahill           |       | Libéral                   |
| 14e                                                           | 1921–1925     | Frank S. Cahill           |       | Libéral                   |
| 15e                                                           | 1925–1926     | Frank S. Cahill           |       | Libéral                   |
| 16e                                                           | 1926–1930     | Frank S. Cahill           |       | Libéral                   |
| 17e                                                           | 1930–1935     | Charles Bélec             |       | Conservateur              |
| 18e                                                           | 1935–1940     | Wallace Reginald McDonald |       | Libéral                   |
| 19e                                                           | 1940–1945     | Wallace Reginald McDonald |       | Libéral                   |
| 20e                                                           | 1945–1946     | Wallace Reginald McDonald |       | Libéral                   |
| 20e                                                           | 1946–1949     | Réal Caouette             |       | Crédit social             |
| Dissoute parmi Pontiac—Témiscamingue et Villeneuve            |               |                           |       |                           |
| Pontiac Recréée de Pontiac—Témiscamingue, Gatineau et Labelle |               |                           |       |                           |
| 28e                                                           | 1968–1972     | Thomas Lefebvre           |       | Libéral                   |
| 29e                                                           | 1972–1974     | Thomas Lefebvre           |       | Libéral                   |
| 30e                                                           | 1974–1979     | Thomas Lefebvre           |       | Libéral                   |
| Pontiac—Gatineau—Labelle                                      |               |                           |       |                           |
| 31e                                                           | 1979–1980     | Thomas Lefebvre           |       | Libéral                   |
| 32e                                                           | 1980–1984     | Thomas Lefebvre           |       | Libéral                   |
| 33e                                                           | 1984–1988     | Barry Moore               |       | Progressiste-conservateur |
| 34e                                                           | 1988–1993     | Barry Moore               |       | Progressiste-conservateur |
| 35e                                                           | 1993–1997     | Robert Bertrand           |       | Libéral                   |
| 36e                                                           | 1997–2000     | Robert Bertrand           |       | Libéral                   |
| 37e                                                           | 2000–2004     | Robert Bertrand           |       | Libéral                   |
| Pontiac                                                       |               |                           |       |                           |
| 38e                                                           | 2004–2006     | David Smith               |       | Libéral                   |
| 39e                                                           | 2006–2008     | Lawrence Cannon           |       | Conservateur              |
| 40e                                                           | 2008–2011     | Lawrence Cannon           |       | Conservateur              |
| 41e                                                           | 2011–2015     | Mathieu Ravignat          |       | Néo-démocrate             |
| 42e                                                           | 2015–2019     | William Amos              |       | Libéral                   |
| 43e                                                           | 2019–2021     | William Amos              |       | Libéral                   |
| 44e                                                           | 2021–2025     | Sophie Chatel             |       | Libéral                   |
| Pontiac—Kitigan Zibi                                          |               |                           |       |                           |
| 45e                                                           | 2025–en cours | Sophie Chatel             |       | Libéral                   |

## Résultats électoraux
|       | Candidat                   | Parti                | # de voix | % des voix |
|       | Benjamin Woodman           | Conservateur         | +08 716,  | 13,92 %    |
|       | Nicolas Lepage             | Bloc québécois       | +04 337,  | 6,93 %     |
|       | William Amos               | Libéral              | +34 154,  | 54,54 %    |
|       | Mathieu Ravignat (sortant) | NPD                  | +14 090,  | 22,5 %     |
|       | Colin Griffiths            | Vert                 | +01 089,  | 1,74 %     |
|       | Louis Lang                 | Marxiste-léniniste   | +00108,   | 0,17 %     |
|       | Pascal Médieu              | Forces et Démocratie | +00131,   | 0,21 %     |
| Total | Total                      | Total                | 62 625    | 100 %      |

|       | Candidat                  | Parti              | # de voix | % des voix |
|       | Lawrence Cannon (sortant) | Conservateur       | +14 441,  | 29,5 %     |
|       | Maude Tremblay            | Bloc québécois     | +04 917,  | 10,05 %    |
|       | Cindy Duncan McMillan     | Libéral            | +06 242,  | 12,75 %    |
|       | Mathieu Ravignat          | NPD                | +22 376,  | 45,71 %    |
|       | Louis-Philippe Mayrand    | Vert               | +00849,   | 1,73 %     |
|       | Benoit Legros             | Marxiste-léniniste | +00124,   | 0,25 %     |
| Total | Total                     | Total              | 48 949    | 100 %      |

|       | Candidat                  | Parti              | # de voix | % des voix |
|       | Lawrence Cannon (sortant) | Conservateur       | +14 023,  | 32,71 %    |
|       | Marius Tremblay           | Bloc québécois     | +09 576,  | 22,34 %    |
|       | Cindy Duncan McMillan     | Libéral            | +10 396,  | 24,25 %    |
|       | Céline Brault             | NPD                | +06 616,  | 15,43 %    |
|       | André Sylvestre           | Vert               | +02 148,  | 5,01 %     |
|       | Benoit Legros             | Marxiste-léniniste | +00112,   | 0,26 %     |
| Total | Total                     | Total              | 42 871    | 100 %      |